# ویلیام اوپهام
ویلیام اوپهام (به انگلیسی: William Upham) سناتور سابق عضو حزب ویگ بود. وی در سال ۱۸۴۳ تا ۱۸۵۳ میلادی سناتور ایالت ورمانت در سنای ایالات متحده آمریکا بود.